# Lumbrineris ezoensis
Lumbrineris ezoensis är en ringmaskart som beskrevs av Uchida 1968. Lumbrineris ezoensis ingår i släktet Lumbrineris och familjen Lumbrineridae. Inga underarter finns listade i Catalogue of Life.